# ميا هام
مارييل مارغريت هام (بالإنجليزية: Mia Hamm)، من مواليد 17 مارس 1972 في سيلما في ألاباما في الولايات المتحدة الأمريكية، وهي لاعبة كرة قدم أمريكية سابقة، وتعتبر من أفضل اللاعبات في تاريخ اللعبة. وقد اختارها بيليه ضمن قائمة أفضل 125 لاعب حي في مارس 2004. وقد لعبت مع منتخب الولايات المتحدة لكرة القدم للنساء في 267 مباراة وسجلت 158 هدف.

## روابط خارجية
- ميا هام على موقع IMDb (الإنجليزية)
- ميا هام على موقع الموسوعة البريطانية (الإنجليزية)
- ميا هام على موقع إن إن دي بي (الإنجليزية)
- ميا هام على موقع قاعدة بيانات الفيلم (الإنجليزية)
- ميا هام على موقع الاتحاد الدولي (مؤرشف)  (الإنجليزية)
- ميا هام على موقع قاعدة بيانات كرة القدم.إي يو (الإنجليزية)
- ميا هام على موقع Soccerway.com (الإنجليزية)
- ميا هام على موقع عالم كرة القدم.نت (الإنجليزية)
- ميا هام على موقع كووورة
- ميا هام على موقع اللجنة الأولمبية الدولية (الإنجليزية)
- ميا هام على موقع أوليمبيديا (الإنجليزية)
- ميا هام على موقع قاعة ألاباما للمشاهير الرياضية (مؤرشف) (الإنجليزية)